# Діон Дресенс
Діон Дресенс (нід. Dion Dreesens, 30 квітня 1993) — нідерландський плавець.
Учасник Олімпійських Ігор 2012, 2016 років.
Чемпіон Європи з водних видів спорту 2016 року.